# El bello desconocido
El Bello Desconocido (Le Bel Inconnu) es un libro escrito por Renaut de Beaujeu entre los años 1190 y 1210. Es una novela en verso de materia artúrica, compuesta por 6.265 versos octosílabos agrupados en pareados consonánticos.

## Estructura
Es una estructura narrativa creada por Chrétien de Troyes que consiste en abrir y cerrar el relato en la corte del rey Arturo.
La obra empieza cuando un individuo, que desconoce su nombre, se presenta ante el rey Arturo. Esta peculiaridad y su belleza le llevan a que sea nombrado “bello desconocido”, que es lo que da título a este escrito.
La acción se desencadena cuando una doncella (Helia) solicita ayuda y socorro para rescatar a su reina galesa Blonde Esmerée.  El rey le concede al Bello Desconocido acompañar a la doncella y aquí comienzan las aventuras. 
Entre las primeras peripecias está la derrota a un fiero caballero en el Vado Peligroso, salvar a una joven de dos gigantes y vencer a los tres caballeros que le atacaron.
Más tarde llegan a la Isla Dorada, en la que residía un hada llamada Pucelle la Doncella de las Manos Blancas. Esta hada vivía en un castillo de cristal, con una bóveda de plata y veinte torres azules. El castillo estaba rodeado por un jardín de especias y flores. Tanto el hada como el Bello Desconocido se enamoran mutuamente pero Helia le recuerda la misión del viaje y su deber como caballero, por lo que prosiguen hasta llegar a la Yerma Ciudad. Aquí, después de vencer a dos caballeros, culmina la aventura con el Beso Terrible: una serpiente se acerca a él y le besa, se desvanece el hechizo y dicha serpiente recobra su forma humana (la reina Blonde Esmerée). Al mismo tiempo una voz misteriosa le anuncia que su nombre es Guinglain, hijo de Gawain y del hada Blancemal. En ese instante consigue recuperar la identidad y finaliza su iniciación como caballero. Esta reina se ofrece como esposa a Guinglain junto a sus tierras. En este pasaje Renaut incide en la idea de que ha logrado superar la aventura fundamental que le conducirá a la obtención de esposa y tierras. Sin embargo, el héroe decide abandonar a su futura esposa para retornar junto al hada pero después de un tiempo desaparece de la Isla de Oro porque quiere volver a los torneos y a la vida caballeresca. La historia concluye con la boda con la reina de la Yerma por consejo del rey Arturo. 

## Semejanzas a otras obras
Esta novela presenta similitudes con otras obras de género artúrico: El caballero que desconoce su nombre también lo podemos encontrar en Perceval o el cuento del Grial y las aventuras en el libro Erec y Enide y también en El Caballero del León. Todas ellos consisten en la superación de distintas pruebas para conseguir un objetivo. Otros elementos que aparecen en las otras novelas de este género son el gigante, el guardián o el prisionero de la doncella contra los que combatirá el héroe en un espacio sobrenatural.
También aparece un motivo típico de las literaturas célticas que es el encantamiento. En El Bello Desconocido sucede cuando se interna en la ciudad de Yerma, que es un espacio devastado que está encantado. En el relato galés de Mabinogi Manawyddan hay cuatro personajes que abandonan las tierras porque en ellas han desaparecido los seres vivos.
Y por último un motivo típico de la materia bretona que es el perro braco. Aparece cuando el Desconocido se enfrenta ante un caballero por un perro braco que desea la doncella Helia. Este can tiene un significado en la leyenda tristaniana y aparece como símbolo de amor.

## Originalidad
En esta obra hay una innovación estructural que es la disyunción de amor y matrimonio, el amor representado por el hada y el matrimonio por la reina. Lo interesante es que la oscilación del héroe hacia un lado u otro no se presenta en ningún momento como conflicto o debate interno sino que al final de la obra el autor hace converger ambas dimensiones en un epílogo: Guinglain podrá recuperar al hada con la condición de que la dama otorgue sus favores al autor.